# Гарпаг
Гарпаг (аккад. Arbaku, передан латиницей; др.-греч. Ἅρπαγος; лат. Harpagos; Harpagus; Hypargus; VI век до н. э.) — мидийский сановник, а затем военачальник Кира II Великого и сатрап Лидии. Главный источник сведений о нём — «История» Геродота.

## Биография
Согласно Геродоту, Мандана, дочь последнего мидийского царя Астиага (Иштувегу), была матерью Кира II Великого. Ей предсказали, что она родит сына, который станет владыкой мира. Астиаг, опасаясь, что его внук станет царём вместо него, вызвал беременную Мандану из Персии (зависимой от Мидии) и решил погубить новорожденного. Эту задачу он возложил на своего сановника Гарпага. А тот, не желая проливать царскую кровь, передал ребёнка пастуху Митридату, одному из рабов Астиага, и повелел оставить его в горах, где было полно диких зверей. Но, когда пастух донёс младенца до своей хижины, он узнал, что его жена только что родила мёртвого ребёнка. Родители решили воспитать царского сына как своего, а мёртвого ребёнка оставили в горах, одев его в роскошные одежды внука Астиага. После этого пастух доложил Гарпагу, что исполнил приказ. А Гарпаг, послав верных людей осмотреть труп младенца и похоронить его, убедился, что это действительно так. Через 10 лет Астиаг всё-таки узнал правду (см. Детство и юность Кира) и жестоко наказал Гарпага: пригласил его на обед и тайно угостил мясом собственного сына. При этом Геродот использует интерпретацию мифа о Тиесте.
Из-за этого через несколько лет Гарпаг подготовил заговор против Астиага. Он привлёк на свою сторону многих знатных мидийцев, недовольных суровым правлением Астиага, а затем подговорил Кира поднять антимидийское восстание в Персии, в котором персы затем победили.
Его военная карьера проходила во время завоевания Малой Азии Киром. В битве при Сардах во время войны против Лидии Кир по совету полководца поставил всех следовавших в обозе верблюдов в авангард войска, посадив предварительно на них лучников. Кони в лидийском войске, почуяв незнакомый запах верблюдов и увидев их, обратились в бегство, из-за чего лидийские всадники спешились и стали сражаться, а потом отступили в Сарды.
Он был назначен полководцем в Ионии в 546 году до н. э., после смерти другого военачальника-мидийца Мазара. При осаде греческих городов Гарпаг начал возводить высокие насыпи у городских стен, а затем штурмом брать их. Покорив Ионию, он начал военный поход против карийцев, кавниев и ликийцев, взяв с собой ионян и эолийцев. После завоевания персами всей Малой Азии Гарпаг в том же году получил Лидию в наследственное управление (стал сатрапом) в награду за преданность.
После завоеваний он жил на юге своей сатрапии в Ликии, где затем правили его потомки.
Гарпаг без труда подчинил всю Ионию и затем племя карийцев. Лишь ликийцы и кавнии (негреческое автохтонное население Малой Азии) оказали сопротивление многочисленному персидскому войску, встретив его в открытом бою. Ликийцы были оттеснены в город Ксанф, где они предали акрополь огню, заранее собрав туда своих жен, детей, рабов и имущество, а сами погибли в бою. Таким же упорным было сопротивление кавниев, но, естественно, они не могли остановить продвижение большого и хорошо вооруженного персидского войска. Теперь вся Малая Азия попала под власть персов, и ионийцы потеряли свое военное государство в Эгейском море.
Гарпаг, командовавший персидскими войсками в Малой Азии в начале V в. до н.э., по всей видимости, был внуком мидийца Гарпага.

## Гарпаг в литературе
История «убийства» Гарпагом младенца Кира положена в основу фантастического рассказа Пола Андерсона «Легко ли быть царём» из цикла «Патруль времени».